# Venezuela i olympiska sommarspelen 1984
Venezuela deltog med 26 deltagare vid de olympiska sommarspelen 1984 i Los Angeles. Totalt vann de tre bronsmedaljer.

## Medaljer

### Brons
- Marcelino Bolivar - Boxning, lätt flugvikt.
- Omar Catarí - Boxning, fjädervikt.
- Rafael Vidal - Simning, 200 m fjäril.

## Boxning
Lätt flugvikt
- Marcelino Bolivar →  Brons
  1. Första omgången — Besegrade Nelson Jamili (Filippinerna), på poäng (5:0)
  2. Andra omgången — Besegrade Agapito Gómez (Spanien), på poäng (4:1)
  3. Kvartsfinal — Besegrade Carlos Motta (Guatemala), på poäng (5:0)
  4. Semifinal — Förlorade mot Paul Gonzales (USA), på poäng (1:4)

Bantamvikt
- Manuel Vilchez
  1. Första omgången — Förlorade mot John Siryakibbe (Uganda), på poäng (2:3)

Fjädervikt
- Omar Catari →  Brons
  1. Första omgången — Bye
  2. Andra omgången — Besegrade Azzedine Said (Algeriet), RSC-2
  3. Tredje omgången — Besegrade Satoru Higashi (Japan), på poäng (4:1)
  4. Kvartsfinal — Besegrade Park Hyung-Ok (Sydkorea), på poäng (4:1)
  5. Semifinal — Förlorade mot Meldrick Taylor (USA), på poäng (0:5)

## Friidrott
Herrarnas tiokamp
- Douglas Fernández
  - Slutligt resultat — 7553 poäng (→ 18:e plats)

## Fäktning
Herrarnas florett
- José Rafael Magallanes

Herrarnas värja
- José Rafael Magallanes

Herrarnas sabel
- Ildemaro Sánchez

## Simhopp
Herrarnas 3 m
- Carlos Isturiz
  - Kval — 483,00 (→ gick inte vidare, 21:a plats)